# Super blonde
Pour plus de détails, voir Fiche technique et Distribution.
Super blonde ou La Bunny du campus au Québec (The House Bunny) est un film américain réalisé par Fred Wolf, sorti en 2008. Il comprend en vedettes Anna Faris, Emma Stone, Colin Hanks, Kat Dennings et Beverly D'Angelo.

## Synopsis
Shelley est une Playboy Bunny qui vient tout juste d'avoir 27 ans. Par les manigances d'une consœur jalouse, elle est renvoyée du manoir Playboy. 
N'ayant nulle part où aller, elle s'égare et découvre une sororité universitaire peu populaire, Zeta Alpha Zeta, qui risque d'être détruite faute de nouveaux membres. Elle décide alors de faire tout son possible pour les sauver en leur enseignant ses deux talents : organiser des fêtes et attirer les garçons.

## Fiche technique
- Titre français: Super blonde
- Titre québécois : La Bunny du campus
- Titre original : The House Bunny
- Réalisation : Fred Wolf
- Scénario : Karen McCullah Lutz (en) et Kirsten Smith (en)
- Production : Allen Covert, Anna Faris, Jack Giarraputo, Debra James, Karen McCullah Lutz (en), Heather Parry (en), Adam Sandler et Kirsten Smith (en)
- Sociétés de production : Happy Madison Productions, Relativity Media et Alta Loma Entertainment
- Musique : Waddy Wachtel
- Photographie : Shelly Johnson (en)
- Montage : Debra Chiate
- Décors : Missy Stewart
- Costumes : Mona May
- Pays d'origine : États-Unis
- Format : Couleurs - 2,35:1 - DTS / Dolby Digital / SDDS - HDTV
- Genre : Comédie
- Durée : 97 minutes
- Dates de sortie : 22 août 2008 (Canada, États-Unis), 29 octobre 2008 (France), 17 décembre 2008 (Belgique)

## Distribution
- Anna Faris (VF : Élisabeth Ventura et VQ : Violette Chauveau) : Shelley Darlingson
- Colin Hanks (VF : Emmanuel Garijo et VQ : Benoit Éthier) : Oliver
- Emma Stone (VF : Chloé Berthier et VQ : Geneviève Désilets) : Natalie
- Kat Dennings (VF : Alexandra Garijo et VQ : Stéfanie Dolan) : Mona
- Sarah Wright (VF : Fily Keita et VQ : Catherine Bonneau): Ashley
- Katharine McPhee (VF : Marie-Eugénie Maréchal) : Harmony
- Rumer Glenn Willis (VF : Caroline Victoria et VQ : Agathe Lanctot) : Joanne
- Kiely Williams  (VF : Sylvie Jacob) : Lilly
- Dana Goodman : Carrie Mae
- Kimberly Makkouk : Tanya
- Monet Mazur (VF : Laura Blanc et VQ : Marika Lhoumeau) : Cassandra
- Tyson Ritter : Colby
- Hugh Hefner  (VF : Marc Cassot) : Lui-même
- Christopher McDonald (VQ : Jacques Lavallée) : Dean Simmons
- Beverly D'Angelo  (VF : Pascale Vital) : Mme Hagstrom
- Leslie Del Rosario : Sienna
- Owen Benjamin (en)  (VF : Yann Guillemot) : Marvin
- Matt Barr : Tyler

## Box office
Le film est un succès, reçoit d'excellentes critiques et amasse plus de 70 millions de dollars de recettes.

## Critiques
Selon le magazine de mode InStyle (en), le film et la bande originale sont considérés comme cultes.

## Autour du film
- Le tournage a débuté le 23 juillet 2007 et s'est déroulé à Los Angeles et Westwood, ainsi qu'à l'université de la Californie méridionale.
- Les playmates Lauren Michelle Hill, Hiromi Oshima et Sara Jean Underwood, ainsi que les participantes à l'émission de télé réalité du magazine Playboy Les Girls de Playboy (The Girls Next Door), telles que Holly Madison, Bridget Marquardt ou Kendra Wilkinson, participent au film. Les joueurs de football américain Matt Leinart et Sean Salisbury (en), de même que le basketteur Shaquille O'Neal, font également une courte apparition. Le chanteur Tyson Ritter du groupe The All American Rejects y tient aussi un rôle.

## Bande originale
La bande originale du film contient des titres à succès comme Girlfriend d'Avril Lavigne, When I Grow up par le girl band The Pussycat Dolls, Take a Bow de Rihanna, Shut Up and Let Me Go de The Ting Tings ou encore New Soul de Yael Naim, tout en incluant le single I Know What Boys Like chanté par Katharine McPhee. Katharine McPhee I Know What Boys Like Vidéo Officielle Youtube.fr
- Better Than A Psychic, interprété par Mercedes
- Starlight, interprété par Muse
- When Did Your Heart Go Missing?, interprété par Rooney
- Timebomb, interprété par Beck
- I Wanna, interprété par The All-American Rejects
- I Know What Boys Like, interprété par Katharine McPhee
- When I Grow up interprété par The Pussycat Dolls
- Take a Bow, interprété par Rihanna
- Great DJ, interprété par The Ting Tings
- Sour Cherry, interprété par The Kills
- Shake It, interprété par Metro Station
- Shut Up and Let Me Go, interprété par The Ting Tings
- New Soul, interprété par Yael Naim
- Girlfriend, interprété par Avril Lavigne
- Boys, interprété par Ashlee Simpson
- Be okay, interprété par Ingrid Michaelson
- The Great Escape, interprété par Boys Like Girls

## Bande son de la bande annonce
- U + Ur Hand, interprété par Pink
- Do It Well, interprété par Jennifer Lopez

## Nominations
MTV Movie Award 2009 : Meilleure performance dans une comédie pour Anna Faris